# Думбрасозон
Думбрасозон (тадж. Думбрасозон, до марта 2022 г. —  Думбрачи) — село в Истиклольском сельском джамоате Лахшского района. Расстояние от села до центра района — 33 км, до центра джамоата — 6 км. Население — 1106 человек (2017 г.), таджики.